# Erlon
Erlon es una comuna francesa situada en el departamento de Aisne, de la región de Alta Francia.

## Geografía
Erlon está situada a 20 km al norte de Laon. 

## Demografía
| 254 | 224 | 241 | 255 | 269 | 300 | 291 | 286 |
| Para los censos de 1962 a 1999 la población legal corresponde a la población sin duplicidades (Fuente: INSEE [Consultar]) |     |     |     |     |     |     |     |